# Jürgen Krüger (Mediziner)
Jürgen Krüger (* 15. November 1936; † 13. Dezember 2024 in Nordhausen) war ein deutscher Mediziner und Hochschullehrer.

## Leben
Jürgen Krüger studierte Medizin an der Freien Universität Berlin und wurde dort 1963 mit der Arbeit Untersuchungen über die Fibrinolyse mit immunologischen Methoden promoviert. Er habilitierte sich 1973 an der Universität Gießen. Von 1976 bis 1996 hatte er an der Universität zu Köln eine Professur für Transfusionsmedizin inne.
Er war langjähriger Förderer der Stiftung Luthergedenkstätten in Sachsen-Anhalt.

## Ehrungen
- 2022: Ehrennadel des Landes Sachsen-Anhalt[3]

## Publikationen (Beispiele)
- mit Dieter Markowetz: Qualitätsmanagement in Blutspendezentralen und Laboratorien. Basel: S. Karger 2001. ISBN 978-3805571944
- mit Wolfgang Dahr, Konrad Beyreuther, Maria Kordowicz: N-Terminal Amino Acid Sequence of Sialoglycoprotein D (Glycophorin C) from Human Erythrocyte Membranes. Eur. J. Biochem. 125 (1982), S. 57–62 DOI:10.1111/j.1432-1033.1982.tb06650.x
- mit Wolfgang Dahr, Roland A. Newman, Marcela Contreras, Maria Kordowcz, Phyllis Teesdale, Konrad Beyreuther. Structures of Miltenberger class I and II specific major human erythrocyte membrane sialoglycoproteins. European Journal of Biochemistry 141 (1984) Nr. 1, S. 51–55 DOI:10.1111/j.1432-1033.1984.tb07910.x